# Monardella purpurea
Monardella purpurea là một loài thực vật có hoa trong họ Hoa môi. Loài này được Howell mô tả khoa học đầu tiên năm 1901.